# Kraina Wielkich Dolin
Kraina Wielkich Dolin – region klimatyczny Polski wyznaczony w 1949 r. przez Eugeniusza Romera  poprzez analizę opadów i temperatur powietrza.